# Tienduizend dagen
Tienduizend dagen is het 126ste stripverhaal van De Kiekeboes. De reeks wordt getekend door striptekenaar Merho. Het album verscheen op 15 september 2010.

## Verhaal
De Kiekeboes worden door Rik Terrizan uitgenodigd om een reis te maken naar Japan. Terrizan is de voorzitter van Laja, wat staat voor Landgenoten in Japan. Hij kwam op het idee om stripfiguren uit te nodigen, om zo de band met België te behouden. De Kiekeboes zijn echter niet de enige die naar het verre Oosten trekken: ook Mona reist ernaartoe. De bekende Japanse robotspecialist No How wil haar gebruiken voor het top secret project Tienduizend Dagen waar ook de Yakuza, de Japanse maffia, bij betrokken lijkt te zijn.

## Achtergronden bij het verhaal
- Namen waarin een woordspeling voorkomt zijn No How (know how; Engels voor technische kennis van iets hebben), Fukyu (fuck you, een Engelse scheldterm), Britt Padt (Brad Pitt) en Rik Terrizan ("riekt er is aan", ruik er eens aan).
- Hotel Merry Dièn is een woordspeling op Le Méridien, een Franse hotelketen.
- In tegenstelling tot wat sommige mensen denken is de Japanse maffia Yakuza géén woordspeling op jacuzzi. De Yakuza is namelijk een echt bestaande Japanse misdaadorganisatie.